# Catedral de San Miguel (Keren)
La Catedral de San Miguel es un edificio religioso de la Iglesia católica que se encuentra ubicado en la ciudad de Keren, la segunda ciudad más grande del país africano de Eritrea y la capital de la provincia de Anseba.

## Iglesia original del 1875, reconstruida en 1925
La primera iglesia católica de Keren, construida al oeste de la ciudad en 1865, fue destruida en 1871 por el Jedivato de Egipto, que en los años 1870 ocupó gran parte de Eritrea. El vicariato apostólico de Abisinia, que de 1870 hasta 1894 tenía su sede en Keren, comenzó el 24 de mayo de 1873 la construcción de una nueva iglesia de San Miguel, que entró en funciones tras ser bendecida el 14 de febrero de 1875.
La iglesia, reconstruida en 1925, tiene forma de cruz con cúpula central.
Esta iglesia se convirtió en catedral con la erección de la eparquía de Keren por el papa Juan Pablo II el 21 de diciembre de 1995.

## Nueva catedral
Se hizo en el 1965 en un lugar al sur de la ciudad la ceremonia de la colocación de la primera piedra de una nueva catedral de san Miguel, mucho mayor, que debe substituir la del 1875/1925. Los años 1961–1991 eran los de la guerra de la independencia de Eritrea y las obras reales, que comenzaron apenas en el siglo XXI, todavía no estaban concluidas en el mes de febrero de 2017.
Las coordenadas geográficas del nuevo edificio son 15.774931 N, 38.448618 E.
Tiene forma octagonal, forma tradicional de muchas iglesias de Eritrea y de Etiopía.

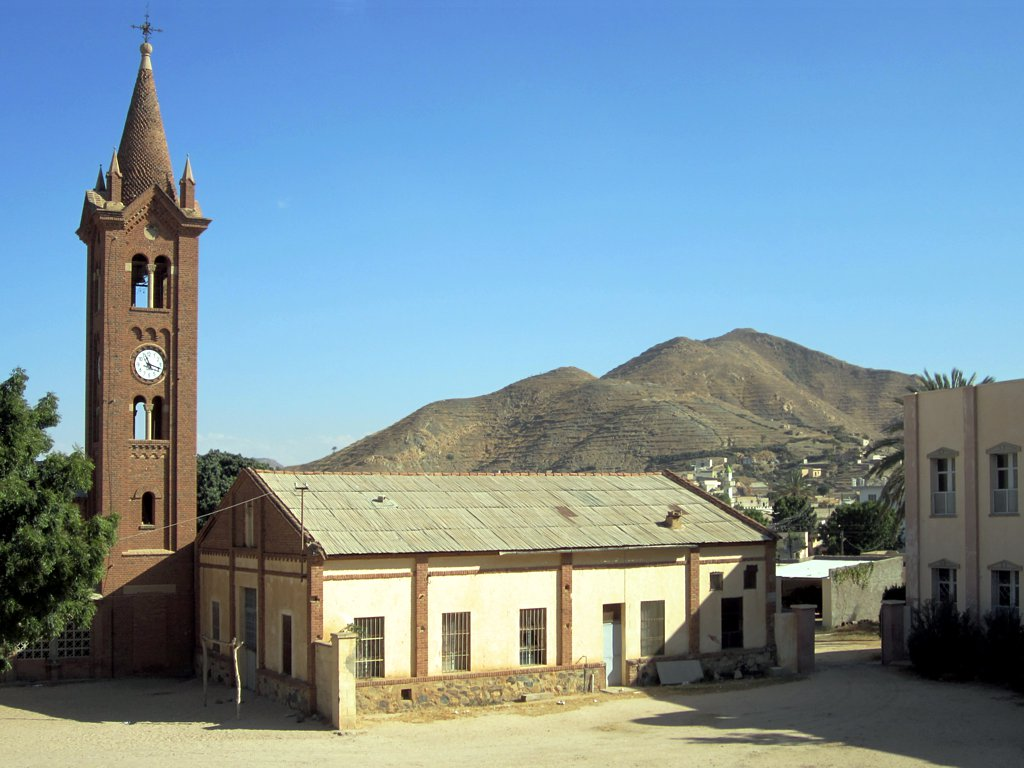
Antigua iglesia de san Antonio en Keren

## Otras iglesias católicas en Keren
En el centro de la ciudad de Keren la iglesia de San Antonio existe, como la de San Miguel, en dos versiones, pero ambas al lado de la otra. La antigua fue consagrada el 12 de junio de 1932.
Las coordenadas de la nueva iglesia de San Antonio son 15.779711 N, 38.454835 E.